# Louis Nicolas Vauquelin
Louis Nicolas Vauquelin (16 tháng 5 năm 1763 - 14 tháng 11 năm 1829) là một dược sĩ và nhà hóa học người Pháp.

## Thời trẻ
Vauquelin sinh ra tại Saint-André-d'Hébertot ở Normandy, Pháp. Người quen đầu tiên của ông với hóa học đã có được với tư cách là trợ lý phòng thí nghiệm cho một người bào chế thuốc ở Rouen (1777 sắt1779), và sau nhiều thăng trầm khác nhau, ông đã có được lời giới thiệu về A. F. Fourcroy, trong phòng thí nghiệm ông là trợ lý từ 1783 đến 1791.
Chuyển đến Paris, anh trở thành trợ lý phòng thí nghiệm tại Jardin du Roi và được một giáo sư hóa học kết bạn. Năm 1791, ông trở thành thành viên của Viện hàn lâm Khoa học và từ đó ông đã giúp chỉnh sửa tạp chí  Annales de Chimie   (Biên niên sử hóa học) , mặc dù ông đã rời khỏi đất nước một thời gian trong thời kỳ đỉnh cao của Cách mạng Pháp. Năm 1798, Vauquelin đã phát hiện ra beryllium oxit bằng cách chiết xuất nó từ một loại ngọc lục bảo (một beryl); Klaproth phân lập nguyên tố từ oxit.

## Đóng góp cho hóa học
Lúc đầu, tác phẩm của ông xuất hiện với tư cách là chủ nhân và người bảo trợ của ông, sau đó trong tên chung của họ; vào năm 1790, ông bắt đầu tự mình xuất bản, và từ năm đó đến năm 1833, tên ông được liên kết với 376 bài báo. Hầu hết trong số đó là những ghi chép đơn giản về các hoạt động phân tích bệnh nhân và lao động, và có lẽ đáng ngạc nhiên là trong số tất cả các chất ông phân tích, ông chỉ phát hiện ra hai nguyên tố mới, beryllium vào năm 1798 trong beryl và crom vào năm 1797 quặng chì đỏ từ Siberia. Ông cũng đã có được chất lỏng amonia ở áp suất khí quyển.
Sau đó với Fourcroy, ông đã xác định được một kim loại trong dư lượng bạch kim mà họ gọi là ' ptène , Tên này' ptene, hay 'ptène lề được báo cáo là từ đồng nghĩa ban đầu của osmium.
Dù cùng nhau hoặc liên tiếp, ông đã tổ chức các văn phòng thanh tra mỏ, giáo sư tại Trường Mỏ và tại Trường Bách khoa, người thử nghiệm các sản phẩm vàng và bạc, giáo sư hóa học tại College de France và tại Jardin des Plantes, thành viên của Hội đồng Công thương, ủy viên về luật dược phẩm, và cuối cùng là giáo sư hóa học cho Khoa Y, mà ông đã thành công trong cái chết của Fourcroy vào năm 1809. nhiều nhà hóa học sau đó đã đạt được sự phân biệt.
Một đóng góp ít được biết đến và phát hiện của ông bao gồm nghiên cứu về gà mái nuôi một lượng khoáng chất đã biết. "Đã tính toán tất cả vôi trong yến mạch cho một con gà mái, vẫn tìm thấy nhiều hơn trong vỏ trứng của nó. Do đó, có một sự sáng tạo của vật chất. Theo cách đó, không ai biết."

## Thành tựu cuối cùng, ngày và di sản
Từ năm 1809, ông là giáo sư tại Đại học Paris. Năm 1816, ông được bầu làm thành viên nước ngoài của Học viện Khoa học Hoàng gia Thụy Điển. Ông được bầu vào Hạ viện vào năm 1828. Năm 1806, làm việc với măng tây, ông và Pierre Jean Robiquet (người phát hiện ra tương lai của thuốc nhuộm đỏ nổi tiếng alizarin, sau đó một nhà hóa học trẻ và trợ lý của anh ta) đã phân lập amino acid asparagine, người đầu tiên được phát hiện. Ông cũng phát hiện ra pectin và axit malic trong táo, và cô lập axit camphoric và axit quinic.
Ông qua đời khi ta đang đến thăm nơi sinh của ông.
Trong số những tác phẩm được biết đến nhiều nhất của ông là  "Manuel de l'essayeur"  (Hướng dẫn sử dụng).
Chi thực vật Vauquelinia  được đặt tên để vinh danh ông, cũng như Vauquelin, bọt trắng trứng liên quan đến ẩm thực phân tử và khoáng chất vauquelinite, được phát hiện tại cùng mỏ với crocoite mà từ đó Vauquelin cô lập crom.